# J.B. Lenoir
J.B. Lenoir, född 5 mars 1929 i Monticello, Mississippi, död 29 april 1967 i Urbana, Illinois, var en amerikansk bluesgitarrist, sångare och låtskrivare. Hans mest framgångsrika låt var "Mama Talk to Your Daughter" från 1954.